# 2010–2011-es síugró-világkupa
A Síugró-világkupa 2010–2011-es szezonja a 32. világkupa szezon a síugrás történetében. 2010. november 26-án vette kezdetét Kuusamóban, Finnországban és 2011. március 20-án ér véget a szlovén Planicában.

## Egyéni világkupa
- A sárgával jelölt versenyző volt a Síugró-világkupa-összetett első helyezettje a verseny idején és viselte a sárga trikót.

### Kuusamo
HS142
2010. november 28.
- Simon Ammann, a címvédő viselte a sárga trikót.

| Hely | Név                 | Nemzetiség | 1. (m) | 2. (m) | Pontszám | Összetett VK pontszám (Helyezés) |
| ---- | ------------------- | ---------- | ------ | ------ | -------- | -------------------------------- |
| 1.   | Andreas Kofler      | Ausztria   | 145,5  | 143,5  | 331,2    | 100 (1.)                         |
| 2.   | Thomas Morgenstern  | Ausztria   | 142,0  | 145,5  | 328,3    | 080 (2.)                         |
| 3.   | Simon Ammann        | Svájc      | 142,5  | 138,0  | 310,1    | 060 (3.)                         |
| 4.   | Johan Remen Evensen | Norvégia   | 136,0  | 140,0  | 301,4    | 050 (4.)                         |
| 5.   | Matti Hautamäki     | Finnország | 138,5  | 133,5  | 300,0    | 045 (5.)                         |

### Kuopio
HS127
2010. december 1.
- Andreas Kofler viselte a sárga trikót.

| Hely | Név                | Nemzetiség | 1. (m) | 2. (m) | Pontszám | Összetett VK pontszám (Helyezés) |
| ---- | ------------------ | ---------- | ------ | ------ | -------- | -------------------------------- |
| 1.   | Ville Larinto      | Finnország | 129,5  | 124,0  | 240,9    | 140 (2.)                         |
| 2.   | Matti Hautamäki    | Finnország | 127,0  | 129,5  | 240,8    | 125 (3.)                         |
| 3.   | Simon Ammann       | Svájc      | 128,5  | 128,0  | 238,3    | 120 (5.)                         |
| 4.   | Andreas Kofler     | Ausztria   | 117,0  | 129,5  | 237,7    | 150 (1.)                         |
| 5.   | Thomas Morgenstern | Ausztria   | 114,5  | 130,0  | 232,3    | 125 (3.)                         |

### Lillehammer
HS138
2010. december 4.
- Andreas Kofler viselte a sárga trikót.

| Hely | Név                 | Nemzetiség    | 1. (m) | 2. (m) | Pontszám | Összetett VK pontszám (Helyezés) |
| ---- | ------------------- | ------------- | ------ | ------ | -------- | -------------------------------- |
| 1.   | Thomas Morgenstern  | Ausztria      | 138,5  | 137,5  | 281,4    | 225 (1.)                         |
| 2.   | Johan Remen Evensen | Norvégia      | 138,5  | 136,0  | 276,9    | 138 (6.)                         |
| 3.   | Tom Hilde           | Norvégia      | 138,5  | 134,0  | 272,8    | 132 (7.)                         |
| 4.   | Andreas Kofler      | Ausztria      | 137,0  | 132,5  | 270,9    | 200 (2.)                         |
| 5.   | Adam Małysz         | Lengyelország | 136,5  | 133,0  | 269,9    | 103 (8.)                         |

HS138
2010. december 5.
- Thomas Morgenstern viselte a sárga trikót.

| Hely | Név                 | Nemzetiség | 1. (m) | 2. (m) | Pontszám | Összetett VK pontszám (Helyezés) |
| ---- | ------------------- | ---------- | ------ | ------ | -------- | -------------------------------- |
| 1.   | Thomas Morgenstern  | Ausztria   | 135,0  | 137,0  | 283,0    | 325 (1.)                         |
| 2.   | Ville Larinto       | Finnország | 134,5  | 136,0  | 273,6    | 252 (2.)                         |
| 3.   | Simon Ammann        | Svájc      | 134,0  | 137,5  | 272,1    | 220 (4.)                         |
| 4.   | Andreas Kofler      | Ausztria   | 130,0  | 137,5  | 268,9    | 250 (3.)                         |
| 5.   | Johan Remen Evensen | Norvégia   | 132,0  | 135,0  | 263,7    | 183 (6.)                         |

### Engelberg
HS142
2010. december 17.
- A harrachovi elmaradt versenyek egyikét pótolták ezzel az egyugrásos viadallal.
- Thomas Morgenstern viselte a sárga trikót.

| Hely | Név                | Nemzetiség | 1. (m) | 2. (m) | Pontszám | Összetett VK pontszám (Helyezés) |
| ---- | ------------------ | ---------- | ------ | ------ | -------- | -------------------------------- |
| 1.   | Thomas Morgenstern | Ausztria   | 137,0  |        | 134,4    | 425 (1.)                         |
| 2.   | Andreas Kofler     | Ausztria   | 140,0  |        | 132,2    | 330 (2.)                         |
| 3.   | Wolfgang Loitzl    | Ausztria   | 136,0  |        | 128,6    | 119 (11.)                        |
| 4.   | Matti Hautamäki    | Finnország | 130,0  |        | 126,8    | 251 (5.)                         |
| 5.   | Martin Koch        | Ausztria   | 133,5  |        | 123,1    | 099 (13.)                        |

HS137
2010. december 18.
- Thomas Morgenstern viselte a sárga trikót.

| Hely | Név                | Nemzetiség    | 1. (m) | 2. (m) | Pontszám | Összetett VK pontszám (Helyezés) |
| ---- | ------------------ | ------------- | ------ | ------ | -------- | -------------------------------- |
| 1.   | Thomas Morgenstern | Ausztria      | 135,0  | 135,5  | 291,0    | 525 (1.)                         |
| 2.   | Adam Małysz        | Lengyelország | 137,0  | 135,0  | 288,8    | 230 (6.)                         |
| 3.   | Matti Hautamäki    | Finnország    | 135,0  | 135,0  | 284,8    | 311 (4.)                         |
| 4.   | Andreas Kofler     | Ausztria      | 135,5  | 133,0  | 281,3    | 380 (2.)                         |
| 5.   | Ville Larinto      | Finnország    | 129,5  | 140,0  | 273,3    | 321 (3.)                         |

HS137
2010. december 19.
- Thomas Morgenstern viselte a sárga trikót.

| Hely | Név                | Nemzetiség    | 1. (m) | 2. (m) | Pontszám | Összetett VK pontszám (Helyezés) |
| ---- | ------------------ | ------------- | ------ | ------ | -------- | -------------------------------- |
| 1.   | Andreas Kofler     | Ausztria      | 127,0  | 135,0  | 265,1    | 480 (2.)                         |
| 2.   | Thomas Morgenstern | Ausztria      | 124,5  | 134,0  | 258,8    | 605 (1.)                         |
| 3.   | Adam Małysz        | Lengyelország | 119,5  | 137,0  | 255,1    | 290 (6.)                         |
| 4.   | Pavel Karelin      | Oroszország   | 127,0  | 129,5  | 250,7    | 135 (13.)                        |
| 5.   | Stephan Hocke      | Németország   | 133,0  | 126,0  | 248,9    | 069 (21.)                        |

### Oberstdorf
HS137
2010. december 29.
- Thomas Morgenstern viselte a sárga trikót.

| Hely | Név                | Nemzetiség | 1. (m) | 2. (m) | Pontszám | Összetett VK pontszám (Helyezés) |
| ---- | ------------------ | ---------- | ------ | ------ | -------- | -------------------------------- |
| 1.   | Thomas Morgenstern | Ausztria   | 131,5  | 138,0  | 289,6    | 705 (1.)                         |
| 2.   | Matti Hautamäki    | Finnország | 125,0  | 137,5  | 273,1    | 431 (3.)                         |
| 3.   | Manuel Fettner     | Ausztria   | 130,0  | 131,5  | 264,0    | 197 (11.)                        |
| 4.   | Simon Ammann       | Svájc      | 123,0  | 134,5  | 259,6    | 361 (4.)                         |
| 5.   | Andreas Kofler     | Ausztria   | 128,5  | 126,0  | 259,0    | 525 (2.)                         |

### Garmisch-Partenkirchen
HS140
2011. január 1.
- Thomas Morgenstern viselte a sárga trikót.
- A második sorozatot a sötétedés és az erős szél miatt törölték.

| Hely | Név             | Nemzetiség    | 1. (m) | 2. (m) | Pontszám | Összetett VK pontszám (Helyezés) |
| ---- | --------------- | ------------- | ------ | ------ | -------- | -------------------------------- |
| 1.   | Simon Ammann    | Svájc         | 131,0  |        | 142,1    | 461 (3.)                         |
| 2.   | Pavel Karelin   | Oroszország   | 132,5  |        | 138,3    | 215 (8.)                         |
| 3.   | Adam Małysz     | Lengyelország | 132,0  |        | 138,0    | 374 (5.)                         |
| 4.   | Anders Jacobsen | Norvégia      | 127,5  |        | 134,7    | 181 (15.)                        |
| 5.   | Janne Ahonen    | Finnország    | 134,0  |        | 133,2    | 063 (25.)                        |

### Innsbruck
HS130
2011. január 3.
- Thomas Morgenstern viselte a sárga trikót.

| Hely | Név                | Nemzetiség    | 1. (m) | 2. (m) | Pontszám | Összetett VK pontszám (Helyezés) |
| ---- | ------------------ | ------------- | ------ | ------ | -------- | -------------------------------- |
| 1.   | Thomas Morgenstern | Ausztria      | 129,5  | 126,5  | 266,5    | 823 (1.)                         |
| 2.   | Adam Małysz        | Lengyelország | 128,0  | 123,0  | 257,5    | 454 (5.)                         |
| 3.   | Tom Hilde          | Norvégia      | 127,5  | 122,0  | 255,2    | 286 (7.)                         |
| 4.   | Simon Ammann       | Svájc         | 128,0  | 122,0  | 252,7    | 511 (3.)                         |
| 5.   | Matti Hautamäki    | Finnország    | 125,0  | 123,5  | 249,7    | 476 (4.)                         |

### Bischofshofen
HS140
2011. január 6.
- Thomas Morgenstern viselte a sárga trikót.
- Thomas Morgenstern nyerte a Négysáncversenyt.

| Hely | Név                | Nemzetiség | 1. (m) | 2. (m) | Pontszám | Összetett VK pontszám (Helyezés) |
| ---- | ------------------ | ---------- | ------ | ------ | -------- | -------------------------------- |
| 1.   | Tom Hilde          | Norvégia   | 138,0  | 132,0  | 278,7    | 386 (6.)                         |
| 2.   | Thomas Morgenstern | Ausztria   | 136,0  | 135,0  | 277,1    | 903 (1.)                         |
| 3.   | Andreas Kofler     | Ausztria   | 131,5  | 139,5  | 275,3    | 621 (2.)                         |
| 4.   | Simon Ammann       | Svájc      | 133,0  | 140,0  | 274,0    | 561 (3.)                         |
| 5.   | Martin Koch        | Ausztria   | 131,5  | 140,5  | 264,5    | 249 (10.)                        |

### Harrachov
HS205
2011. január 8.
- Thomas Morgenstern viselte a sárga trikót.

| Hely | Név                   | Nemzetiség    | 1. (m) | 2. (m) | Pontszám | Összetett VK pontszám (Helyezés) |
| ---- | --------------------- | ------------- | ------ | ------ | -------- | -------------------------------- |
| 1.   | Martin Koch           | Ausztria      | 211,5  | 213,0  | 425,2    | 349 (7.)                         |
| 2.   | Thomas Morgenstern    | Ausztria      | 196,5  | 190,5  | 421,9    | 983 (1.)                         |
| 3.   | Adam Małysz           | Lengyelország | 197,5  | 189,0  | 416,6    | 540 (4.)                         |
| 4.   | Robert Kranjec        | Szlovénia     | 209,0  | 189,0  | 403,3    | 128 (20.)                        |
| 5.   | Gregor Schlierenzauer | Ausztria      | 205,0  | 189,5  | 402,2    | 128 (20.)                        |

HS205
2011. január 9.
- Thomas Morgenstern viselte a sárga trikót.

| Hely | Név                | Nemzetiség    | 1. (m) | 2. (m) | Pontszám | Összetett VK pontszám (Helyezés) |
| ---- | ------------------ | ------------- | ------ | ------ | -------- | -------------------------------- |
| 1.   | Thomas Morgenstern | Ausztria      | 211,5  | 193,0  | 414,5    | 1083 (1.)                        |
| 2.   | Simon Ammann       | Svájc         | 215,5  | 197,5  | 404,4    | 681 (2.)                         |
| 3.   | Roman Koudelka     | Csehország    | 208,5  | 211,0  | 401,2    | 165 (21.)                        |
| 4.   | Adam Małysz        | Lengyelország | 201,0  | 183,5  | 388,2    | 590 (4.)                         |
| 5.   | Wolfgang Loitzl    | Ausztria      | 212,5  | 182,0  | 386,0    | 323 (9.)                         |

### Szapporo
HS134
2011. január 15.
- Thomas Morgenstern viselte a sárga trikót.

| Hely | Név                | Nemzetiség    | 1. (m) | 2. (m) | Pontszám | Összetett VK pontszám (Helyezés) |
| ---- | ------------------ | ------------- | ------ | ------ | -------- | -------------------------------- |
| 1.   | Severin Freund     | Németország   | 124,0  | 129,0  | 249,6    | 283 (11.)                        |
| 2.   | Thomas Morgenstern | Ausztria      | 124,5  | 124,5  | 248,2    | 1163 (1.)                        |
| 3.   | Adam Małysz        | Lengyelország | 132,5  | 118,0  | 240,5    | 650 (4.)                         |
| 4.   | Andreas Kofler     | Ausztria      | 125,5  | 114,5  | 230,0    | 671 (3.)                         |
| 5.   | Michael Uhrmann    | Németország   | 131,0  | 111,0  | 223,4    | 132 (23.)                        |

HS134
2011. január 16.
- Thomas Morgenstern viselte a sárga trikót.

| Hely | Név                | Nemzetiség    | 1. (m) | 2. (m) | Pontszám | Összetett VK pontszám (Helyezés) |
| ---- | ------------------ | ------------- | ------ | ------ | -------- | -------------------------------- |
| 1.   | Andreas Kofler     | Ausztria      | 131,0  | 132,5  | 232,9    | 771 (2.)                         |
| 2.   | Severin Freund     | Németország   | 134,5  | 120,0  | 224,7    | 363 (8.)                         |
| 3.   | Thomas Morgenstern | Ausztria      | 110,0  | 136,5  | 222,4    | 1223 (1.)                        |
| 4.   | Jan Matura         | Csehország    | 120,5  | 128,0  | 212,8    | 145 (24.)                        |
| 5.   | Adam Małysz        | Lengyelország | 131,0  | 114,0  | 211,8    | 695 (4.)                         |

### Zakopane
HS134
2011. január 21.
- Thomas Morgenstern viselte a sárga trikót.

| Hely | Név                | Nemzetiség    | 1. (m) | 2. (m) | Pontszám | Összetett VK pontszám (Helyezés) |
| ---- | ------------------ | ------------- | ------ | ------ | -------- | -------------------------------- |
| 1.   | Adam Małysz        | Lengyelország | 138,5  | 128,5  | 269,9    | 795 (4.)                         |
| 2.   | Andreas Kofler     | Ausztria      | 127,5  | 134,5  | 264,5    | 851 (2.)                         |
| 3.   | Severin Freund     | Németország   | 137,0  | 130,0  | 264,0    | 423 (7.)                         |
| 4.   | Simon Ammann       | Svájc         | 125,5  | 135,5  | 263,8    | 803 (3.)                         |
| 5.   | Thomas Morgenstern | Ausztria      | 126,5  | 130,5  | 261,9    | 1268 (1.)                        |

HS134
2011. január 22.
- Thomas Morgenstern viselte a sárga trikót.

| Hely | Név                   | Nemzetiség | 1. (m) | 2. (m) | Pontszám | Összetett VK pontszám (Helyezés) |
| ---- | --------------------- | ---------- | ------ | ------ | -------- | -------------------------------- |
| 1.   | Simon Ammann          | Svájc      | 135,5  | 129,0  | 276,3    | 903 (2.)                         |
| 2.   | Thomas Morgenstern    | Ausztria   | 131,5  | 125,5  | 268,9    | 1348 (1.)                        |
| 3.   | Tom Hilde             | Norvégia   | 131,0  | 130,0  | 267,1    | 554 (5.)                         |
| 4.   | Andreas Kofler        | Ausztria   | 132,0  | 128,0  | 264,4    | 901 (3.)                         |
| 5.   | Bjoern Einar Romoeren | Norvégia   | 133,5  | 123,0  | 263,0    | 262 (13.)                        |

HS134
2011. január 23.
- A harrachovi elmaradt versenyek egyikét pótolták ezzel a viadallal.
- Thomas Morgenstern viselte a sárga trikót.

| Hely | Név             | Nemzetiség    | 1. (m) | 2. (m) | Pontszám | Összetett VK pontszám (Helyezés) |
| ---- | --------------- | ------------- | ------ | ------ | -------- | -------------------------------- |
| 1.   | Kamil Stoch     | Lengyelország | 123,0  | 128,0  | 254,0    | 362 (11.)                        |
| 2.   | Tom Hilde       | Norvégia      | 123,0  | 127,0  | 249,5    | 634 (5.)                         |
| 3.   | Michael Uhrmann | Németország   | 120,0  | 131,5  | 246,8    | 262 (17.)                        |
| 4.   | Simon Ammann    | Svájc         | 120,5  | 127,5  | 243,7    | 953 (2.)                         |
| 5.   | Kaszai Noriaki  | Japán         | 121,0  | 124,5  | 234,0    | 155 (25.)                        |

### Willingen
HS145
2011. január 30.
- Thomas Morgenstern viselte a sárga trikót.

| Hely | Név                   | Nemzetiség  | 1. (m) | 2. (m) | Pontszám | Összetett VK pontszám (Helyezés) |
| ---- | --------------------- | ----------- | ------ | ------ | -------- | -------------------------------- |
| 1.   | Severin Freund        | Németország | 143,5  | 139,0  | 289,1    | 579 (7.)                         |
| 2.   | Martin Koch           | Ausztria    | 141,5  | 140,5  | 286,9    | 524 (8.)                         |
| 3.   | Simon Ammann          | Svájc       | 143,0  | 140,5  | 284,5    | 1013 (2.)                        |
| 4.   | Thomas Morgenstern    | Ausztria    | 139,0  | 138,0  | 280,1    | 1434 (1.)                        |
| 5.   | Gregor Schlierenzauer | Ausztria    | 136,5  | 141,0  | 274,4    | 274 (16.)                        |

### Klingenthal
HS140
2011. február 2.
- Thomas Morgenstern viselte a sárga trikót.

| Hely | Név                   | Nemzetiség    | 1. (m) | 2. (m) | Pontszám | Összetett VK pontszám (Helyezés) |
| ---- | --------------------- | ------------- | ------ | ------ | -------- | -------------------------------- |
| 1.   | Kamil Stoch           | Lengyelország | 132,0  | 136,5  | 264,6    | 502 (9.)                         |
| 2.   | Thomas Morgenstern    | Ausztria      | 134,0  | 134,0  | 264,0    | 1514 (1.)                        |
| 3.   | Simon Ammann          | Svájc         | 130,5  | 138,5  | 263,3    | 1073 (2.)                        |
| 4.   | Andreas Kofler        | Ausztria      | 129,0  | 133,5  | 249,4    | 980 (3.)                         |
| 5.   | Gregor Schlierenzauer | Ausztria      | 122,5  | 140,0  | 248,2    | 319 (14.)                        |

### Oberstdorf
HS213
2011. február 5.
- Thomas Morgenstern viselte a sárga trikót.

| Hely | Név                   | Nemzetiség  | 1. (m) | 2. (m) | Pontszám | Összetett VK pontszám (Helyezés) |
| ---- | --------------------- | ----------- | ------ | ------ | -------- | -------------------------------- |
| 1.   | Martin Koch           | Ausztria    | 214,5  | 210,5  | 428,4    | 642 (7.)                         |
| 2.   | Tom Hilde             | Norvégia    | 192,5  | 209,5  | 406,6    | 772 (5.)                         |
| 3.   | Gregor Schlierenzauer | Ausztria    | 198,0  | 208,5  | 404,5    | 379 (12.)                        |
| 4.   | Severin Freund        | Németország | 205,5  | 190,5  | 399,5    | 655 (6.)                         |
| 5.   | Daiki Ito             | Japán       | 195,0  | 205,0  | 397,4    | 319 (16.)                        |

### Vikersund
HS225
2011. február 12.
- Thomas Morgenstern viselte a sárga trikót.

| Hely | Név                   | Nemzetiség    | 1. (m) | 2. (m) | Pontszám | Összetett VK pontszám (Helyezés) |
| ---- | --------------------- | ------------- | ------ | ------ | -------- | -------------------------------- |
| 1.   | Gregor Schlierenzauer | Ausztria      | 243,5  | 232,5  | 498,6    | 479 (10.)                        |
| 1.   | Johan Remen Evensen   | Norvégia      | 240,0  | 234,5  | 498,6    | 471 (11.)                        |
| 3.   | Simon Ammann          | Svájc         | 214,5  | 226,5  | 452,0    | 1159 (2.)                        |
| 4.   | Tom Hilde             | Norvégia      | 218,5  | 215,5  | 440,9    | 822 (5.)                         |
| 5.   | Adam Małysz           | Lengyelország | 212,0  | 213,5  | 429,1    | 985 (4.)                         |

HS225
2011. február 13.
- Thomas Morgenstern viselte a sárga trikót.
- Három versennyel a vége előtt Thomas Morgenstern megnyerte a 2010-2011-es Síugró Világkupát.

| Hely | Név                   | Nemzetiség    | 1. (m) | 2. (m) | Pontszám | Összetett VK pontszám (Helyezés) |
| ---- | --------------------- | ------------- | ------ | ------ | -------- | -------------------------------- |
| 1.   | Gregor Schlierenzauer | Ausztria      | 227,0  | 237,5  | 487,5    | 579 (9.)                         |
| 2.   | Johan Remen Evensen   | Norvégia      | 230,5  | 226,0  | 476,7    | 551 (11.)                        |
| 3.   | Adam Małysz           | Lengyelország | 213,0  | 230,5  | 447,8    | 1045 (3.)                        |
| 4.   | Simon Ammann          | Svájc         | 209,5  | 238,5  | 446,6    | 1209 (2.)                        |
| 5.   | Thomas Morgenstern    | Ausztria      | 216,5  | 216,5  | 431,7    | 1596 (1.)                        |

### Lahti
HS130
2011. március 13.
- Thomas Morgenstern viselte a sárga trikót.

| Hely | Név                | Nemzetiség  | 1. (m) | 2. (m) | Pontszám | Összetett VK pontszám (Helyezés) |
| ---- | ------------------ | ----------- | ------ | ------ | -------- | -------------------------------- |
| 1.   | Simon Ammann       | Svájc       | 128,5  | 129,5  | 286,8    | 1309 (2.)                        |
| 2.   | Andreas Kofler     | Ausztria    | 127,5  | 132,0  | 282,3    | 1096 (3.)                        |
| 3.   | Severin Freund     | Németország | 128,0  | 130,0  | 280,0    | 715 (7.)                         |
| 4.   | Anders Bardal      | Norvégia    | 132,5  | 127,5  | 278,5    | 329 (17.)                        |
| 5.   | Thomas Morgenstern | Ausztria    | 125,5  | 129,5  | 276,5    | 1641 (1.)                        |

### Planica
HS215
2011. március 18.
- Thomas Morgenstern viselte a sárga trikót.

| Hely | Név                   | Nemzetiség | 1. (m) | 2. (m) | Pontszám | Összetett VK pontszám (Helyezés) |
| ---- | --------------------- | ---------- | ------ | ------ | -------- | -------------------------------- |
| 1.   | Gregor Schlierenzauer | Ausztria   | 219,0  | 226,0  | 450,9    | 711 (9.)                         |
| 2.   | Thomas Morgenstern    | Ausztria   | 217,5  | 224,0  | 448,1    | 1721 (1.)                        |
| 3.   | Martin Koch           | Ausztria   | 210,0  | 222,5  | 433,8    | 814 (6.)                         |
| 4.   | Matti Hautamäki       | Finnország | 213,0  | 215,0  | 429,0    | 762 (7.)                         |
| 5.   | Anders Bardal         | Norvégia   | 200,0  | 224,5  | 425,4    | 374 (15.)                        |

HS215
2011. március 20.
- Thomas Morgenstern viselte a sárga trikót.
- A második sorozatot az erős szél miatt törölték.

| Hely | Név                   | Nemzetiség    | 1. (m) | 2. (m) | Pontszám | Összetett VK pontszám (Helyezés) |
| ---- | --------------------- | ------------- | ------ | ------ | -------- | -------------------------------- |
| 1.   | Kamil Stoch           | Lengyelország | 215,5  |        | 217,3    | 739 (10.)                        |
| 2.   | Robert Kranjec        | Szlovénia     | 224,5  |        | 215,0    | 355 (18.)                        |
| 3.   | Adam Małysz           | Lengyelország | 216,0  |        | 203,6    | 1153 (3.)                        |
| 4.   | Gregor Schlierenzauer | Ausztria      | 205,5  |        | 201,4    | 761 (9.)                         |
| 5.   | Anders Bardal         | Norvégia      | 204,5  |        | 198,9    | 419 (14.)                        |

### Összetett állás (az első 20)
| Hely | Versenyző                 | 1   | 2   | 3   | 4   | 5 | 6 | 7   | 8   | 9   | 10  | 11  | 12  | 13  | 14  | 15  | 16  | 17  | 18  | 19  | 20  | 21  | 22  | 23  | 24  | 25  | 26  | 27  | 28  | Pont |
| ---- | ------------------------- | --- | --- | --- | --- | - | - | --- | --- | --- | --- | --- | --- | --- | --- | --- | --- | --- | --- | --- | --- | --- | --- | --- | --- | --- | --- | --- | --- | ---- |
| 1.   | AUT Thomas Morgenstern    | 80  | 45  | 100 | 100 |   |   | 100 | 100 | 80  | 100 | 18  | 100 | 80  | 80  | 100 | 80  | 60  | 45  | 80  | 36  | 50  | 80  | 15  | 22  | 45  | 45  | 80  | 36  | 1757 |
| 2.   | SUI Simon Ammann          | 60  | 60  | 40  | 60  |   |   | 40  | 29  | 22  | 50  | 100 | 50  | 50  | 40  | 80  | 40  | 32  | 50  | 100 | 50  | 60  | 60  | 26  | 60  | 50  | 100 | 40  | 15  | 1364 |
| 3.   | POL Adam Małysz           | 29  | 29  | 45  | 29  |   |   | 18  | 80  | 60  | 24  | 60  | 80  | 26  | 60  | 50  | 60  | 45  | 100 | 40  | 0   | 29  | 36  | 40  | 45  | 60  | 16  | 32  | 60  | 1153 |
| 4.   | AUT Andreas Kofler        | 100 | 50  | 50  | 50  |   |   | 80  | 50  | 100 | 45  | 0   | 36  | 60  |     |     | 50  | 100 | 80  | 50  | 14  | 15  | 50  | 36  |     |     | 80  | 24  | 8   | 1128 |
| 5.   | NOR Tom Hilde             | 36  | 36  | 60  | 20  |   |   | 16  | 32  | 0   | 26  | 0   | 60  | 100 | 36  | 36  |     |     | 36  | 60  | 80  | 26  | 32  | 80  | 50  | 32  | 20  | 18  | 11  | 903  |
| 6.   | AUT Martin Koch           | 6   | 22  | 13  | 13  |   |   | 45  | 10  | 13  | 36  | 26  | 20  | 45  | 100 | 29  |     |     | 29  | 8   | 29  | 80  | 18  | 100 | 36  | 36  | 40  | 60  | 26  | 840  |
| 7.   | GER Severin Freund        | 1   | 20  | 10  | 20  |   |   | 20  | 13  | 32  | 40  | 0   | 7   | 20  |     |     | 100 | 80  | 60  | 16  | 40  | 100 | 26  | 50  |     |     | 60  | 14  | 40  | 769  |
| 8.   | FIN Matti Hautamäki       | 45  | 80  | 36  | 40  |   |   | 50  | 60  | 40  | 80  | 0   | 45  | 9   | 8   | 2   |     |     | 32  | 20  | 16  | 36  | 3   | 29  | 26  | 29  | 26  | 50  | 2   | 764  |
| 9.   | AUT Gregor Schlierenzauer | 18  | 15  | 18  | 11  |   |   |     |     |     |     |     | 13  | 8   | 45  | 20  |     |     | 40  | 29  | 12  | 45  | 45  | 60  | 100 | 100 | 32  | 100 | 50  | 761  |
| 10.  | POL Kamil Stoch           | 0   | 11  | 9   | 15  |   |   | 29  | 22  | 29  | 6   | 32  | 10  | 16  | 15  | 18  |     |     | 14  | 36  | 100 | 40  | 100 | 24  | 24  | 24  | 29  | 36  | 100 | 739  |
| 11.  | NOR Johan Remen Evensen   | 50  | 8   | 80  | 45  |   |   | 0   | 16  | 0   | 0   | 0   | 11  | 36  | 20  | 15  |     |     | 18  | 32  | 0   | 22  | 0   | 18  | 100 | 80  | 36  | 29  | 29  | 645  |
| 12.  | AUT Manuel Fettner        | 26  | 24  | 20  | 22  |   |   | 10  | 20  | 15  | 60  | 2   | 40  | 40  |     |     | 36  | 36  | 26  | 14  | 4   | 20  | 24  | 3   |     |     |     | 0   | 18  | 460  |
| 13.  | AUT Wolfgang Loitzl       | 15  | 5   | 15  | 24  |   |   | 60  | 36  | 24  | 29  | 7   | 29  | 12  | 22  | 45  |     |     | 20  | 15  | 12  | 7   | 0   | 8   |     |     | 12  | 13  | 32  | 442  |
| 14.  | NOR Anders Bardal         | 20  | 26  | 26  | 36  |   |   | 12  | 24  | 26  | 11  | 6   | 14  | 14  | 7   | 0   |     |     | 9   | 22  | 26  | 0   | 0   | 0   |     |     | 50  | 45  | 45  | 419  |
| 15.  | JPN Daiki Ito             | 32  | 40  | 29  | 12  |   |   | 32  | 40  | 0   | 16  | 9   | 1   |     |     |     | 13  | 8   | 22  | 7   | 13  | 0   | 0   | 45  | 32  | 0   | 26  | 20  | 16  | 413  |
| 16.  | CZE Roman Koudelka        | 13  | 0   | 0   | 0   |   |   | 13  | 18  | 0   |     | 14  | 15  | 6   | 26  | 60  | 22  | 40  | 16  | 12  | 0   | 18  | 40  | 20  | 8   | 0   | 22  | 7   | 12  | 382  |
| 17.  | NOR Bjoern Einar Romoeren | 16  | 0   | 8   | 10  |   |   | 14  | 12  | 0   | 4   | 29  | 18  | 18  | 32  | 32  |     |     | 24  | 45  | 32  | 8   | 0   |     |     |     | 14  | 26  | 22  | 364  |
| 18.  | SLO Robert Kranjec        | 0   |     | 3   | 0   |   |   | 11  | 0   |     | 18  | 24  | 0   | 22  | 50  | 40  | 12  | 1   | 0   | 0   |     |     | 11  | 16  | 29  | 12  | 11  | 15  | 80  | 355  |
| 19.  | NOR Anders Jacobsen       | 26  | 10  | 24  | 32  |   |   | 0   | 15  | 16  | 8   | 50  | 16  | 29  |     |     |     |     |     |     |     |     | 15  | 22  | 40  | 22  | 0   | 16  | 3   | 344  |
| 20.  | FIN Ville Larinto         | 40  | 100 | 32  | 80  |   |   | 24  | 45  | 18  | 0   | 3   |     |     |     |     |     |     |     |     |     |     |     |     |     |     |     |     |     | 342  |

|  | = Négysáncverseny |

| - 1: Kuusamo (2010. november 28.) - 2: Kuopio (2010. december 1.) - 3: Lillehammer (2010. december 4.) - 4: Lillehammer (2010. december 5.) - 5: Harrachov (2010. december 11.) - elmaradt - 6: Harrachov (2010. december 12.) - elmaradt - 7: Engelberg (2010. december 17.) - 8: Engelberg (2010. december 18.) - 9: Engelberg (2010. december 19.) - 10: Oberstdorf (2010. december 29.) | - 11: Garmisch-Partenkirchen (2011. január 1.) - 12: Innsbruck (2011. január 3.) - 13: Bischofshofen (2011. január 6.) - 14: Harrachov (2011. január 8.) - 15: Harrachov (2011. január 9.) - 16: Szapporo (2011. január 15.) - 17: Szapporo (2011. január 16.) - 18: Zakopane (2011. január 21.) - 19: Zakopane (2011. január 22.) | - 20: Zakopane (2011. január 23.) - 21: Willingen (2011. január 30.) - 22: Klingenthal (2011. február 2.) - 23: Oberstdorf (2011. február 5.) - 24: Vikersund (2011. február 12.) - 25: Vikersund (2011. február 13.) - 26: Lahti (2011. március 13.) - 27: Planica (2011. március 18.) - 28: Planica (2011. március 20.) |

## Csapat világkupa

### Kuusamo
HS142
2010. november 27.
| Hely | Név                   | Nemzetiség | 1. (m) | 2. (m) | Pontszám |
| ---- | --------------------- | ---------- | ------ | ------ | -------- |
| 1.   | Thomas Morgenstern    | Ausztria   | 128,5  | 132,5  | 1231,4   |
| 1.   | Wolfgang Loitzl       | Ausztria   | 140,5  | 133,0  | 1231,4   |
| 1.   | Andreas Kofler        | Ausztria   | 145,5  | 140,5  | 1231,4   |
| 1.   | Gregor Schlierenzauer | Ausztria   | 140,0  | 130,0  | 1231,4   |
| 2.   | Bjoern Einar Romoeren | Norvégia   | 115,0  | 115,0  | 1163,4   |
| 2.   | Anders Bardal         | Norvégia   | 144,5  | 129,0  | 1163,4   |
| 2.   | Anders Jacobsen       | Norvégia   | 142,0  | 139,5  | 1163,4   |
| 2.   | Tom Hilde             | Norvégia   | 137,0  | 132,5  | 1163,4   |
| 3.   | Shohei Tochimoto      | Japán      | 135,5  | 130,5  | 1121,3   |
| 3.   | Kaszai Noriaki        | Japán      | 134,0  | 129,5  | 1121,3   |
| 3.   | Takeucsi Taku         | Japán      | 126,5  | 129,5  | 1121,3   |
| 3.   | Daiki Ito             | Japán      | 137,5  | 134,5  | 1121,3   |

### Willingen
HS145
2011. január 29.
| Hely | Név                   | Nemzetiség    | 1. (m) | 2. (m) | Pontszám |
| ---- | --------------------- | ------------- | ------ | ------ | -------- |
| 1.   | Gregor Schlierenzauer | Ausztria      | 135,5  | 129,5  | 1071,8   |
| 1.   | Martin Koch           | Ausztria      | 140,0  | 132,5  | 1071,8   |
| 1.   | Andreas Kofler        | Ausztria      | 132,0  | 131,5  | 1071,8   |
| 1.   | Thomas Morgenstern    | Ausztria      | 136,5  | 143,5  | 1071,8   |
| 2.   | Michael Uhrmann       | Németország   | 129,0  | 130,0  | 1025,1   |
| 2.   | Martin Schmitt        | Németország   | 131,0  | 131,5  | 1025,1   |
| 2.   | Michael Neumayer      | Németország   | 130,0  | 134,0  | 1025,1   |
| 2.   | Severin Freund        | Németország   | 139,5  | 140,0  | 1025,1   |
| 3.   | Kamil Stoch           | Lengyelország | 139,0  | 130,0  | 1015,7   |
| 3.   | Piotr Zyla            | Lengyelország | 125,5  | 132,0  | 1015,7   |
| 3.   | Stefan Hula           | Lengyelország | 131,0  | 134,0  | 1015,7   |
| 3.   | Adam Małysz           | Lengyelország | 136,0  | 134,5  | 1015,7   |

### Oberstdorf
HS213
2011. február 6.
| Hely | Név                   | Nemzetiség  | 1. (m) | 2. (m) | Pontszám |
| ---- | --------------------- | ----------- | ------ | ------ | -------- |
| 1.   | Thomas Morgenstern    | Ausztria    | 205,0  | 209,5  | 1579,1   |
| 1.   | Andreas Kofler        | Ausztria    | 199,0  | 203,5  | 1579,1   |
| 1.   | Gregor Schlierenzauer | Ausztria    | 197,0  | 204,5  | 1579,1   |
| 1.   | Martin Koch           | Ausztria    | 191,5  | 204,0  | 1579,1   |
| 2.   | Johan Remen Evensen   | Norvégia    | 202,5  | 207,5  | 1528,6   |
| 2.   | Anders Jacobsen       | Norvégia    | 204,5  | 207,0  | 1528,6   |
| 2.   | Bjoern Einar Romoeren | Norvégia    | 174,5  | 184,5  | 1528,6   |
| 2.   | Tom Hilde             | Norvégia    | 195,5  | 206,5  | 1528,6   |
| 3.   | Michael Neumayer      | Németország | 187,5  | 185,5  | 1479,2   |
| 3.   | Richard Freitag       | Németország | 180,0  | 193,5  | 1479,2   |
| 3.   | Michael Uhrmann       | Németország | 191,5  | 209,0  | 1479,2   |
| 3.   | Severin Freund        | Németország | 188,5  | 218,0  | 1479,2   |

### Lahti
HS130
2011. március 12.
| Hely | Név                   | Nemzetiség    | 1. (m) | 2. (m) | Pontszám |
| ---- | --------------------- | ------------- | ------ | ------ | -------- |
| 1.   | Gregor Schlierenzauer | Ausztria      | 122,5  | 123,5  | 1086,0   |
| 1.   | Martin Koch           | Ausztria      | 125,0  | 130,5  | 1086,0   |
| 1.   | Andreas Kofler        | Ausztria      | 124,0  | 125,5  | 1086,0   |
| 1.   | Thomas Morgenstern    | Ausztria      | 126,5  | 127,5  | 1086,0   |
| 2.   | Anders Bardal         | Norvégia      | 127,0  | 123,5  | 1065,3   |
| 2.   | Johan Remen Evensen   | Norvégia      | 125,5  | 125,0  | 1065,3   |
| 2.   | Anders Jacobsen       | Norvégia      | 119,0  | 119,0  | 1065,3   |
| 2.   | Tom Hilde             | Norvégia      | 125,5  | 129,0  | 1065,3   |
| 3.   | Tomasz Byrt           | Lengyelország | 112,5  | 114,0  | 1028,3   |
| 3.   | Piotr Zyla            | Lengyelország | 118,0  | 119,5  | 1028,3   |
| 3.   | Kamil Stoch           | Lengyelország | 127,0  | 127,5  | 1028,3   |
| 3.   | Adam Małysz           | Lengyelország | 126,5  | 131,5  | 1028,3   |

### Planica
HS215
2011. március 19.
| Hely | Név                   | Nemzetiség | 1. (m) | 2. (m) | Pontszám |
| ---- | --------------------- | ---------- | ------ | ------ | -------- |
| 1.   | Thomas Morgenstern    | Ausztria   | 215,5  | 232,0  | 1669,9   |
| 1.   | Andreas Kofler        | Ausztria   | 212,0  | 216,5  | 1669,9   |
| 1.   | Martin Koch           | Ausztria   | 221,5  | 200,5  | 1669,9   |
| 1.   | Gregor Schlierenzauer | Ausztria   | 220,0  | 209,5  | 1669,9   |
| 2.   | Anders Bardal         | Norvégia   | 207,5  | 212,5  | 1534,4   |
| 2.   | Johan Remen Evensen   | Norvégia   | 201,5  | 210,0  | 1534,4   |
| 2.   | Bjoern Einar Romoeren | Norvégia   | 198,5  | 197,0  | 1534,4   |
| 2.   | Tom Hilde             | Norvégia   | 200,5  | 198,5  | 1534,4   |
| 3.   | Peter Prevc           | Szlovénia  | 185,5  | 180,5  | 1488,6   |
| 3.   | Jernej Damjan         | Szlovénia  | 186,5  | 220,5  | 1488,6   |
| 3.   | Jurij Tepes           | Szlovénia  | 206,0  | 207,5  | 1488,6   |
| 3.   | Robert Kranjec        | Szlovénia  | 223,5  | 212,5  | 1488,6   |

### Nemzetek Kupája állása
| Hely | Nemzet        | Pont |
| ---- | ------------- | ---- |
| 1.   | Ausztria      | 7508 |
| 2.   | Norvégia      | 4683 |
| 3.   | Lengyelország | 3239 |
| 4.   | Németország   | 3155 |
| 5.   | Finnország    | 2443 |
| 6.   | Japán         | 1697 |
| 7.   | Szlovénia     | 1668 |
| 8.   | Svájc         | 1364 |
| 9.   | Csehország    | 1091 |
| 10.  | Oroszország   | 446  |